# 西欧刺猬
西歐刺蝟（學名：Erinaceus europaeus）又稱歐洲刺蝟、普通刺蝟，为猬科猬属的一种，是一种在古北界各地分布的刺猬，除喜马拉雅和北非之外。在北纬60°之北不常见，只在芬蘭，瑞典和俄羅斯西北才见到。
其种加词“europaeus ”意为“欧洲的”。

## 形态与习性
这种刺猬约20厘米长，生活在树林，农田和城市郊区。它们晚间活动，受惊时会卷成一团，用一身长刺保护自己。 
和生活在温暖区域的较小刺猬不同，西欧刺猬可能冬眠。它杂食，食用各种无脊椎动物，但是较喜爱蛞蝓、蚯蚓、甲蟲和其他昆蟲。 它也可能吃青蛙，小型鼠类，幼鸟和鳥蛋。

## 保护状况
鉴于其栖息范围广泛及种群数量稳定，也未明显受威胁，世界自然保护联盟将本种列为无危物种。